# Erik I van Sleeswijk
Erik I van Sleeswijk (circa 1242 - 28 mei 1272) was van 1260 tot 1272 hertog van Sleeswijk. Hij behoorde tot het huis Estridsen.

## Levensloop
Erik was de tweede zoon van koning Abel van Denemarken en diens gemalin Mechtildis van Holstein. Na de dood van zijn oudere broer Waldemar III in 1257, eiste Erik I het hertogdom Sleeswijk op. Zijn oom en feodale leenheer, koning Christoffel I van Denemarken, weigerde echter om hem het hertogdom te schenken.
Erik vormde daarop een alliantie met bisschop Peder Bang van Roskilde en vorst Jaromar II van Rügen tegen koning Christoffel I. In 1259 begonnen ze een militaire campagne, waarbij Erik onder meer Kopenhagen kon veroveren. Hetzelfde jaar overleed Christoffel I, waarna diens minderjarige zoon Erik V Erik I in 1260 het hertogdom Sleeswijk schonk.
In 1261 kwam het opnieuw tot oorlog met de koning van Denemarken. Dit kwam omdat regentes Margaretha Sambiria agressie van Erik van Sleeswijk vreesde en hem daarom de oorlog verklaarde. Erik I slaagde er in de Slag bij Lohede in om de koninklijke troepen te verslaan, waarna hij Margaretha Sambiria en Erik V gevangennam. In het daaropvolgende vredesverdrag kon Erik I in 1264 heel wat voordelen voor zijn hertogdom bemachtigen. In 1272 overleed hij. 

## Huwelijk en nakomelingen
Erik huwde rond 1259 of 1260 met Margaretha van Rügen, dochter van vorst Jaromar II van Rügen. Ze kregen volgende kinderen:
- Margaretha (overleden na 1313), huwde met graaf Helmhold III van Schwerin
- Waldemar IV (circa 1265-1312), hertog van Sleeswijk
- Erik (1272-1310), heer van Langeland